# Pierre-Joseph Denis
Pour les articles homonymes, voir Denis.
 (septembre 2024).
La mise en forme du texte ne suit pas les recommandations de Wikipédia : il faut le « wikifier ».
Les points d'amélioration suivants sont les cas les plus fréquents. Le détail des points à revoir est peut-être précisé sur la page de discussion.
- Les titres sont pré-formatés par le logiciel. Ils ne sont ni en capitales, ni en gras.
- Le texte ne doit pas être écrit en capitales (les noms de famille non plus), ni en gras, ni en italique, ni en « petit »…
- Le gras n'est utilisé que pour surligner le titre de l'article dans l'introduction, une seule fois.
- L'italique est rarement utilisé : mots en langue étrangère, titres d'œuvres, noms de bateaux, etc.
- Les citations ne sont pas en italique mais en corps de texte normal. Elles sont entourées par des guillemets français : « et ».
- Les listes à puces sont à éviter, des paragraphes rédigés étant largement préférés. Les tableaux sont à réserver à la présentation de données structurées (résultats, etc.).
- Les appels de note de bas de page (petits chiffres en exposant, introduits par l'outil «  Source ») sont à placer entre la fin de phrase et le point final[comme ça].
- Les liens internes (vers d'autres articles de Wikipédia) sont à choisir avec parcimonie. Créez des liens vers des articles approfondissant le sujet. Les termes génériques sans rapport avec le sujet sont à éviter, ainsi que les répétitions de liens vers un même terme.
- Les liens externes sont à placer uniquement dans une section « Liens externes », à la fin de l'article. Ces liens sont à choisir avec parcimonie suivant les règles définies. Si un lien sert de source à l'article, son insertion dans le texte est à faire par les notes de bas de page.
- La présentation des références doit suivre les conventions bibliographiques. Il est recommandé d'utiliser les modèles {{Ouvrage}}, {{Chapitre}}, {{Article}}, {{Lien web}} et/ou {{Bibliographie}}. Le mode d'édition visuel peut mettre en forme automatiquement les références.
- Insérer une infobox (cadre d'informations à droite) n'est pas obligatoire pour parachever la mise en page.

Pour une aide détaillée, merci de consulter Aide:Wikification.
Si vous pensez que ces points ont été résolus, vous pouvez retirer ce bandeau et améliorer la mise en forme d'un autre article.
Pierre-Joseph Denis, né à Wasmes[Lequel ?] (Belgique) le 9 juillet 1921, est un résistant belge. 
Pendant la seconde guerre mondiale, Il est manœuvre et réside à Marignane avec sa femme. Ils ont un enfant. En 1943, il sera arrêté et déporté dans le camp de concentration de Dora dans le premier convoi qui y sera envoyé. Là-bas, il va s'engager dans la résistance et saboter des centaines de fusées V2. Seul survivant de ce premier convoi, Il retournera en Belgique où il décède le 8 septembre 1999.

## Biographie
(mars 2025).
Pierre-Joseph Denis est arrêté par la Gestapo de Marseille le 3 avril 1943. Il aurait craché sur une photo d'Adolf Hitler, devant des allemands.

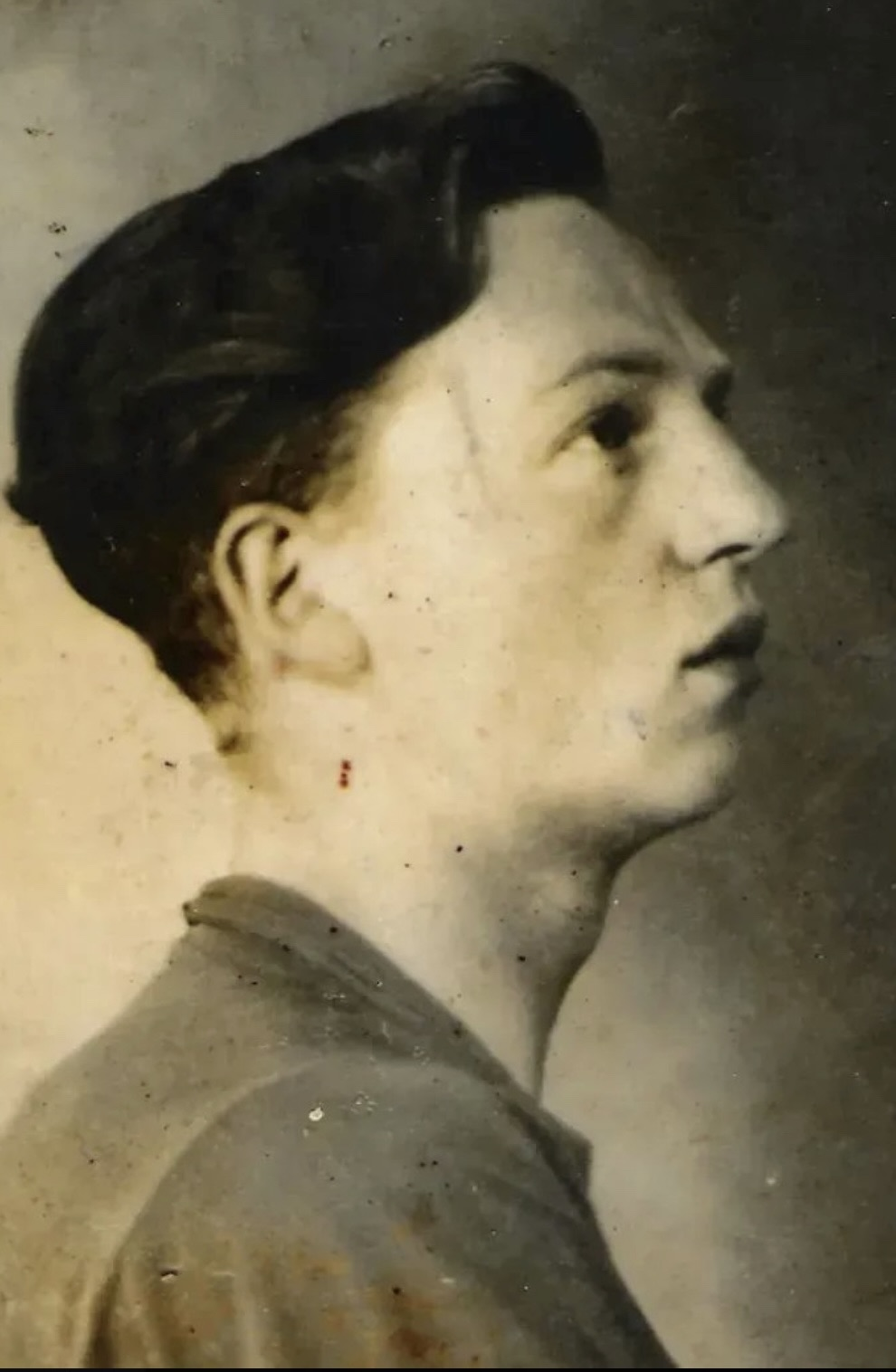

D'abord emprisonné à la prison Saint-Pierre, il est emmené, une nuit, menotté avec une quarantaine de prisonniers jusqu'à la gare Saint-Charles puis à Compiègne (Oise). Il est accusé d'injure au Führer allemand. Le 26 juin 1943, Joseph Denis est déporté en Allemagne sous couvert de l'opération Meerschaum. Il part à Buchenwald le 27 juin 1943 avec le premier convoi français où il reçoit le matricule 13 997. Il est mis en quarantaine au Block 52 du petit "camp" et, en août, il est déplacé au Block 40. Par la suite, il a été transféré au camp de concentration de Dora. Il y est envoyé le 2 septembre 1943 ; il compte parmi les 1 300 premiers Häftlinge envoyés dans ce camp "commando" où une usine souterraine de V2 a été installée. Il y est enregistré comme géomètre - contremaître au Hall 45 du tunnel. C'est là qu'il apprend l'existence des V2 :
« Je rencontre des hommes qui sont venus de Compiègne avec nous, mais qui portent des numéros dans les « 28000 ». C’est le commando de Peenemunde et ils nous racontent l’histoire des V2 que l’on fabrique maintenant dans les premiers tunnels de Dora. »
Joseph Denis est affecté aux travaux de forage et il ne revoit pas la lumière du jour pendant plusieurs mois, puisqu'il ressortira de ce tunnel en décembre 43. Il témoigne : « il y a un appel en dehors du tunnel et pour la première fois depuis trois mois je revois la lumière du jour. Il gèle à pierres fendre, les détenus tombent comme des mouches. Dans la pénombre du soir, avant de réintégrer le tunnel, j’aperçois une petite lumière là-bas, bien loin. Je rêve et me rends compte qu’en dehors de l’enfer la vie continue… »

### Entrée dans la résistance
Joseph Denis voit pour la première fois les fusées V2 lorsqu'un de ses co-détenus, Youb, l'emmène vers le Nord du camp via le Stollen A.
Début 1944, Denis devient magasinier toujours grâce à Youb avec qui il travaille. Joseph Denis témoigne de la première fois où il sabote une fusée V2 : 
"Un jour, je donne un coup de cisaille dans une cuve, le Polonais sursaute et me dit: «Pas comme çà ! ». Le lendemain, en revenant au travail, nous entrons dans l’empennage d’une fusée. Nous tirons sur un manchon noir, qui tient un faisceau de fils. Nous coupons les fils du milieu et nous redressons le manchon. Des centaines de fusées sont ainsi sabotées. Entre-temps, nous tailladons les joints posés à l’ouverture des réservoirs à carburant. Un soir, en rentrant, nous voyons sept hommes attachés par le cou à un madrier. Une grue soulève le madrier. Sept morts de plus. Notre petit jeu dure jusqu’en février".
En février 1944, Il est affecté à la carrière de Netskater par mesure de représailles. En avril de la même année, Georges Thomas et Fritz Pröll, deux Kapos communistes allemands, l'aide à survivre.
"Un soir, alors que la mort me sourit déjà, je vois Georges Thomas. Il parle avec un homme habillé en blanc. Je lui explique que je suis le Belge du Block 52 de Buchenwald. Il n’en revient pas de me retrouver vivant. Il discute avec l’autre. C’est Fritz Preuve. Celui-ci me demande si je suis chimiste, et si je parle allemand, je lui réponds par un «oui» très convaincant. Ils rient, je ne mens pas, je sens la mort et je suis tout ce que l’on veut. Georges Thomas s’en va et je suis Fritz Preuln du mieux que je peux."
Il entre ainsi au Revier et grâce à l'intervention du Tchèque Jan Cespiva, il devient laborantin.
Joseph décrit son arrivée au Revier ainsi :
« Je suis sauvé. Je passe à la douche. Marcel Petit me soigne pendant des heures. Je vais coucher au Block 17. Stanis est là comme infirmier, il me donne à manger et un costume neuf. Le docteur Groeneveld, qui dans le tunnel m’avait enlevé une dent avec une pince de menuisier, me soigne. Le lendemain je suis au labo. On me renvoie coucher. »
"Dans un ensemble concentrationnaire très fragmenté et cloisonné, le revier de Dora est le seul lieu ouvert qui accueille des malades des différents blocks, dont ceux du Tunnel. À cause de cela, il est à même de recevoir et de diffuser des informations. C'est donc dans le Revier que s'organise la résistance."
Etant en contact avec d'autres résistants (dont le belge Joseph Woussen), Il se lance alors une nouvelle fois dans des actions de sabotage, poussé par son ami français Marcel Petit (44448) ensemble, ils participent à l'organisation clandestine internationale du camp  (appelé aussi le complot de Dora).
"Un mois plus tard, c’est le mois de mai, il fait bon. Marcel Petit, qui a parlé avec Preuln, m’a pris en confiance et m’explique ce qu’on attend de nous et parle résistance. Voici les consignes qu’il me donne :
– Maintenir en vie le plus de prisonniers possibles;
– Rendre la vie à ces prisonniers la moins infernale possible ;
– Ralentir le travail;
– Organiser le réseau de résistance;
– Mettre en place le plus de résistance possible;
– Dépister les mouchards ;
– Saboter le plus possible la fabrication des armes V.
La résistance s’organise peu à peu. Je travaille avec Marcel Petit. Les chefs que je connais sont Cespiva, Marcel Petit, Jacques Poupault, Fritz Preuln, Georges Thomas, Albert Kunde, Otto, Kapo des Lagerschutz, le Schreiber du Revier, le Tchèque Pollak et Heinz Schneider, un maçon-chirurgien. Il y a au Revier deux médecins SS, l’Hauptsturmführer Kahr et l’Oberjunger Kurks. Kahr est glacial, mais ne dit jamais rien, Kurks est sympathique, et nous donne tous les papiers de Schonung que l’on veut. Pour ne pas lui en demander de trop, on lui en vole assez bien. Il le sait, mais il se tait…"
Les V2 devaient sortir à partir du premier avril à raison d’au moins cinquante par jour mais les saboteurs de Dora ont vaincu les nazis. Les premières V2 ne sortiront que le 15 juin 1944.

### Le débarquement de Normandie vécu depuis Dora
Le 6 juin 1944, Joseph Denis décrit ce qu'ils considèrent de prime abord comme un "canular" jusqu'à ce que Fritz Preuln annonce qu’il a entendu lui-même à la radio que les alliés ont débarqué en Normandie.
Le 20 juillet 1944, on tente d'assassiner Hitler, les SS se déchainent dans le camp. Joseph déclare : « Dora n’est plus un simple enfer. C’est l’enfer des enfers ». Se succèdent alors des arrestations de masse jusqu'à la libération : 
« La nuit du 3 au 4 novembre 1944, branle-bas de combat. Les sirènes hurlent, les appels de numéros se succèdent. Les SS et leurs chiens envahissent le camp. Dès le matin, je cours voir Marcel Petit. Ouf, il est là ! Fritz Preuln aussi. Joseph Woussen est parti normalement et avec son commando. Il y a pourtant de nombreuses arrestations, Georges Thomas, Jacques Poupault, Cespiva, Youb, Albert Kunde, Otto, … Fritz Preuln n’est pas arrêté parce que Kahr s’est porté garant de lui.
Quelques jours plus tard, Fritz vient au labo avec quelques cristaux dans un petit tube et demande de les analyser. C’est du cyanure de potassium. Il est 11 h 50. À 13 heures, Fritz s’est empoisonné. Fritz passe au crématoire, mais nous faisons parvenir une mèche de ses cheveux à son frère qui est au camp de Buchenwald.
Quelques jours plus tard, il y a encore des arrestations, dont Heinz Schneider. J’ai appris plus tard que l’italien Grosso, qui travaillait au Block des Russes était de mère ukrainienne, qu’il comprenait le russe et rapportait tout aux SS… »

### Avril 1945 - libération de Dora par les américains
Le 4 avril 1945 l'évacuation du camp est décidée. Cette évacuation durera 3 jours, Joseph Denis en témoigne : « Après vingt mois et trois jours, Dora est vide… »
Joseph se décide à partir mais au dernier moment, il croise un médecin qui refuse de laisser les mourants à leur triste sort. Joseph restera avec lui ainsi qu'avec les docteurs Franz Canivet, Lemière, de René Morel, Guillaume, le Hollandais, Pierre, l’Anversois, Michka, Paul Dufraing.
Le 8 avril 1944, le camp de concentration de Dora s'est libéré. L'armée américaine atteint le camp le 11 avril 1945.

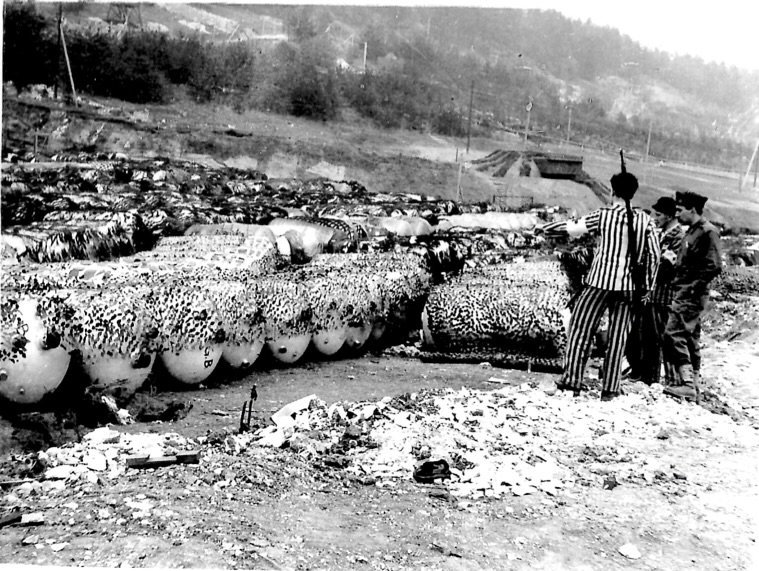
Pierre-Joseph Denis, fusil à l'épaule, discutant avec un américain lors de la libération du camp de Dora.

Joseph Denis survit donc aux terribles conditions du camp. Il rentre en Belgique et après de longs mois de repos, il reprend ses études de géomètre expert immobilier. Il épousera Marie-Thérèse Meresse en 1957 et il s'installera dans le Borinage. Il y exercera différents métiers : employé administratif dans un charbonnage ou encore détective privé.

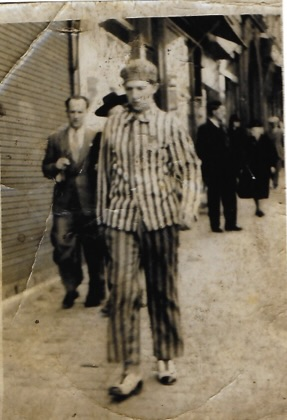
Pierre Joseph Denis à son retour en Belgique en costume de prisonnier dans les rues de Mons (Belgique)

Joseph Denis a trois enfants et cinq petits-enfants. Sa petite-fille, Marie Denis est une militante féministe belge. Elle est née le 3 avril 1981 (le même jour que l'arrestation de son grand-père).

Elle dénonce dans un article paru en 2012, la rhétorique néolibérale employée afin de discréditer les mouvements progressistes. En s'inspirant de l'histoire de son grand-père et du lien qui les unissaient, elle décrit la résistance comme étant « un droit fondamental de prise de position et de son expression ». Dans ce texte, elle décrit son grand-père comme un homme ayant gardé « son cœur grand ouvert à tout le monde sans distinction malgré les horreurs qu'ils avaient vécues, il m'a prouvé que parfois, du chaos naissant des étoiles et il m'a montré qu'il était possible de se révéler et de briller dans la révolte ».
Joseph Denis est décédé le 8 septembre 1999 à l'âge de 78 ans à Boussu en Belgique.

## Publications
- Pierre-Joseph Denis, « Résistance à 'Dora' » dans : Le Serment, n° 286, 2002, p. 2-4 (surpression)
- Dora. Magazine trimestriel du Cercle des Amis, Stekene, Dora asbl, 2016, n° 1, p. 20-23
- Pieter Serrien, La peur au quotidien. La terreur des bombes V sur la Belgique (1944-1945), 2016, p. 32-46